# Gelbhosenpipra
Die Gelbhosenpipra (Ceratopipra mentalis; Syn. Pipra mentalis) ist ein mittelamerikanischer Schnurrvogel.

## Merkmale

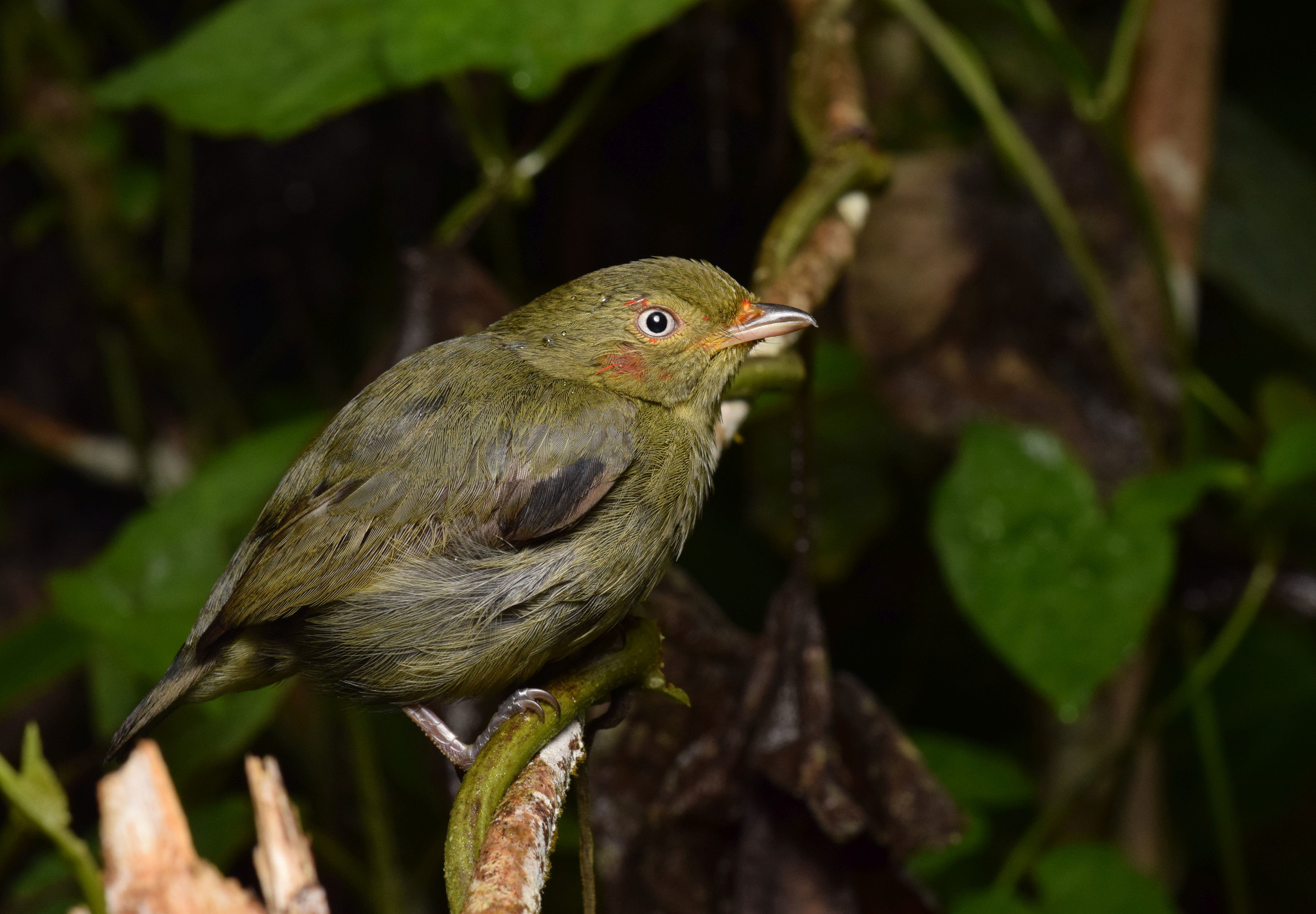
Weibliche Gelbhosenpipra

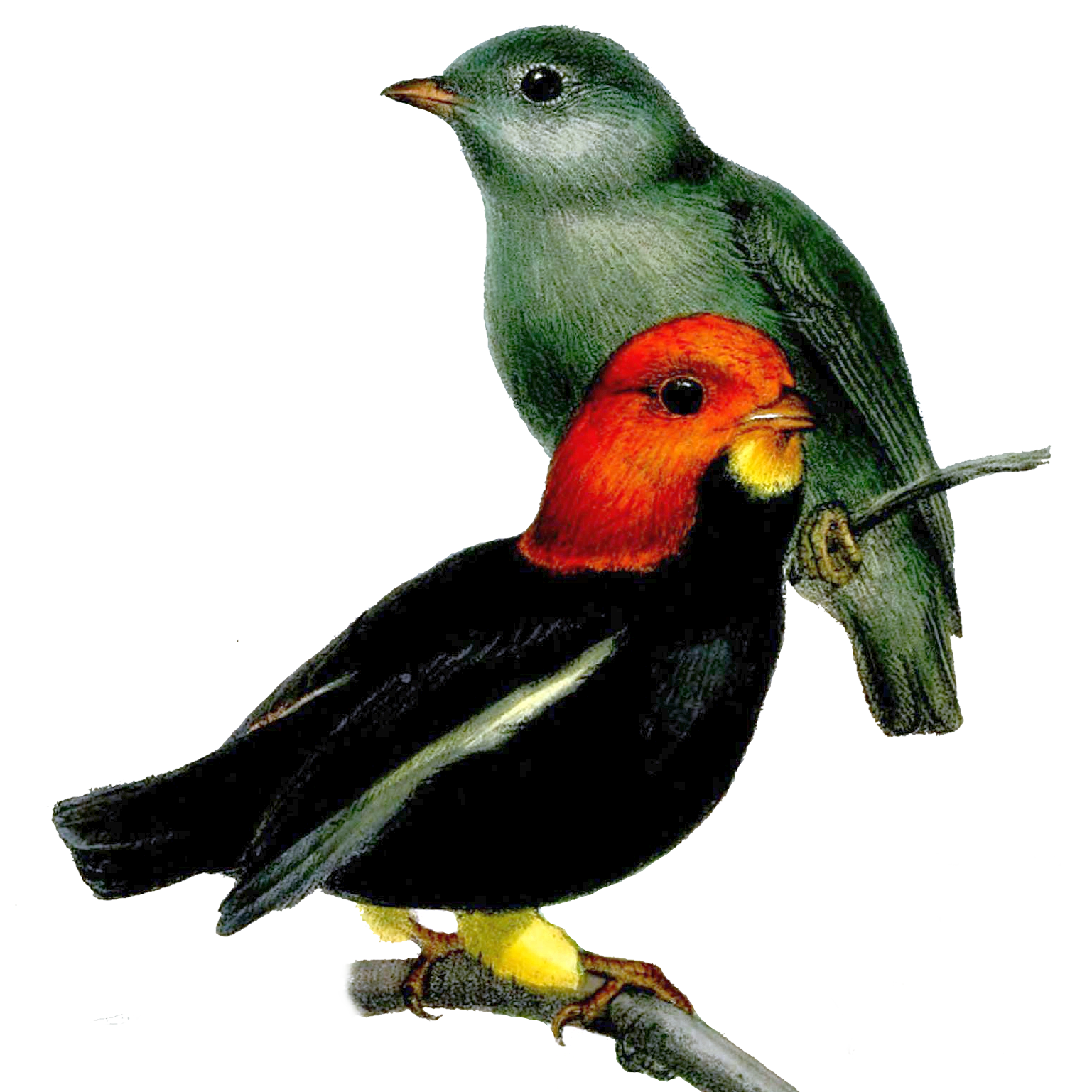
Darstellung aus dem 19. Jahrhundert. Vorne das Männchen, hinten das schlicht gefärbte Weibchen

Das Gefieder der Männchen ist überwiegend schwarz gefärbt. An Kopf und Nacken haben die Federn einen sehr auffallenden roten Ton (daher der englische Name „Red-capped Manakin“). Das Kinn und die Unterflügeldecken sind leuchtend gelb. Die Unterschenkel heben sich ebenfalls durch ein intensives Gelb ab und haben zu dem Namen „Gelbhosen“ geführt. Völlig anders und erheblich unauffälliger sehen die Weibchen aus. Ihr Gefieder ist auf der Oberseite des Körpers bräunlich oliv gefärbt. Die Unterseite ist grünlich bis gelblich. Jungvögel ähneln dem weiblichen Vogel.

## Vorkommen
Der Vogel lebt vor allem in den tropischen Regenwäldern Kolumbiens, Costa Ricas, Mexikos und Panamas. Gewöhnlich kommt er unterhalb von 600 Höhenmetern vor. 

## Fortpflanzung
Um den Weibchen zu imponieren, führt das Männchen der Gelbhosenpipra mehrere Rituale aus. Wie auch andere Pipra-Männchen springt es sehr schnell im Geäst umher und kann, um auf sich aufmerksam zu machen, sehr schrille Instrumentallaute erzeugen, indem es seine Flügelspitzen 80-mal in der Sekunde zusammenschlägt. Eine besondere Fähigkeit der Gelbhosenpipra ist es, mit kleinen, schnellen Rückwärts-Schritten den Eindruck zu erwecken, dass sie sich rückwärts bewegt, ohne die Beine zu bewegen.